# Championnat de Suisse de hockey sur glace 1960-1961
Saison précédente Saison suivante
La saison 1960-1961 est la 52e saison du championnat de Suisse de hockey sur glace.

## Ligue nationale A

### Classement
| Clt   | Équipe             | PJ | V  | D  | N | BP | BC | Diff | Pts |
| ----- | ------------------ | -- | -- | -- | - | -- | -- | ---- | --- |
| +001, | Zürcher SC         | 14 | 11 | 2  | 1 | 73 | 41 | +32  | 23  |
| +002, | HC Viège           | 14 | 7  | 2  | 5 | 63 | 44 | +19  | 19  |
| +003, | Young Sprinters HC | 14 | 8  | 4  | 2 | 63 | 45 | +18  | 18  |
| +004, | CP Berne           | 14 | 7  | 5  | 2 | 45 | 39 | +6   | 16  |
| +005, | HC Davos           | 14 | 6  | 5  | 3 | 49 | 42 | +7   | 15  |
| +006, | HC Bâle-Rotweiss   | 14 | 5  | 9  | 0 | 48 | 62 | -14  | 10  |
| +007, | HC Ambrì-Piotta    | 14 | 2  | 10 | 2 | 40 | 55 | -15  | 6   |
| +008, | Lausanne HC        | 14 | 2  | 11 | 1 | 38 | 91 | -53  | 5   |

- Champion de Suisse
- En barrage de promotion/relégation LNA/LNB

 : Tenant du titre
Zurich remporte le 3e titre de son histoire.

### Barrage de promotion/relégation LNA/LNB
- 27 février 1961 : Lausanne HC - SC Langnau 2-4 (2-3 0-0 0-1)
- 4 mars 1961 : SC Langnau - Lausanne HC 8-3 (1-1 2-1 5-1)

L'équipe de l'Emmental monte en LNA pour la première fois de son histoire, prenant ainsi la place des Lausannois.